# Consolidated Motor Car Company (Connecticut)
Consolidated Motor Car Company war ein US-amerikanischer Hersteller von Automobilen aus Connecticut.

## Unternehmensgeschichte
Die Brüder Albert E. und Bert E. Lazaro sowie Frank J. Kenney gründeten das Unternehmen im Oktober 1919. Der Sitz war in Middlefield. Sie begannen 1920 mit der Produktion von Automobilen. Die  Markennamen lauteten BEL, kurz für Bert E. Lazaro, und Sterling. Im gleichen Jahr endete die Produktion.
Ein paar Jahre vorher gab es bereits in Atlanta in Georgia eine gleichnamige Consolidated Motor Car Company.

## Fahrzeuge

### Markenname BEL
Das einzige Modell hatte einen selbst hergestellten Motor. Der Vierzylindermotor mit OHV-Ventilsteuerung war mit 12,1 PS angegeben. Das Fahrgestell hatte 229 cm Radstand. Das Fahrzeug war ein sportlicher Runabout.

### Markennamen Sterling
Ein 28-PS-Vierzylindermotor von der LeRoi Company trieb die Fahrzeuge an. Der Radstand betrug 254 cm. Zur Wahl standen Tourenwagen und Roadster.

## Übersicht über Pkw-Marken aus den USA, dieSterlingbeinhalten
| Marke             | Hersteller                                   | Vermarktungsbeginn | Vermarktungsende | Ort, Bundesstaat           |
| ----------------- | -------------------------------------------- | ------------------ | ---------------- | -------------------------- |
| Ams-Sterling      | Amston Motor Car Company                     | 1917               | 1918             | Bridgeport, Connecticut    |
| Sterling          | Sterling Automobile & Engine Company         | 1901               | 1902             | Sterling, Illinois         |
| Sterling          | Springfield Cornice Works                    | 1901               | 1901             | Springfield, Massachusetts |
| Sterling          | Sterling Machine Works                       | 1909               | 1909             | Sterling, Illinois         |
| Sterling          | Elkhart Motor Car Company                    | 1909               | 1911             | Elkhart, Indiana           |
| Sterling          | Sterling Motor Car Company                   | 1915               | 1916             | Brockton, Massachusetts    |
| Sterling          | Consolidated Motor Car Company (Connecticut) | 1920               | 1920             | Middlefield, Connecticut   |
| Sterling-Knight   | Sterling-Knight Company                      | 1920               | 1926             | Warren, Ohio               |
| Sterling-New York | Sterling Automobile Manufacturing Company    | 1915               | 1916             | New York City, New York    |